# Severské státy

Severské státy

Severské státy nebo také nordické státy jsou země ležící na severu Evropy. Mají mnoho společných znaků – rozvinutou ekonomiku, podobné sociální systémy a kromě dalších i podobné vlajky s tzv. skandinávským křížem. Obvykle se mezi ně řadí:
- Dánsko
- Finsko
- Island
- Norsko
- Švédsko

Dále se k severským zemím počítají následující území:
- Alandy (Finsko)
- Faerské ostrovy (Dánsko)
- Grónsko (Dánsko)

S pojmem severské státy někdy splývá či je zaměňován pojem Skandinávie. Ten však tradičně označuje pouze Dánsko, Norsko a Švédsko. O Grónsku a Faerských ostrovech, kterou jsou pod dánskou správou, se společně s Islandem v dánštině hovoří jako o západoseverských (vestnordisk) zemích. Všechny jsou členy Západoseverské rady.

## Náboženství

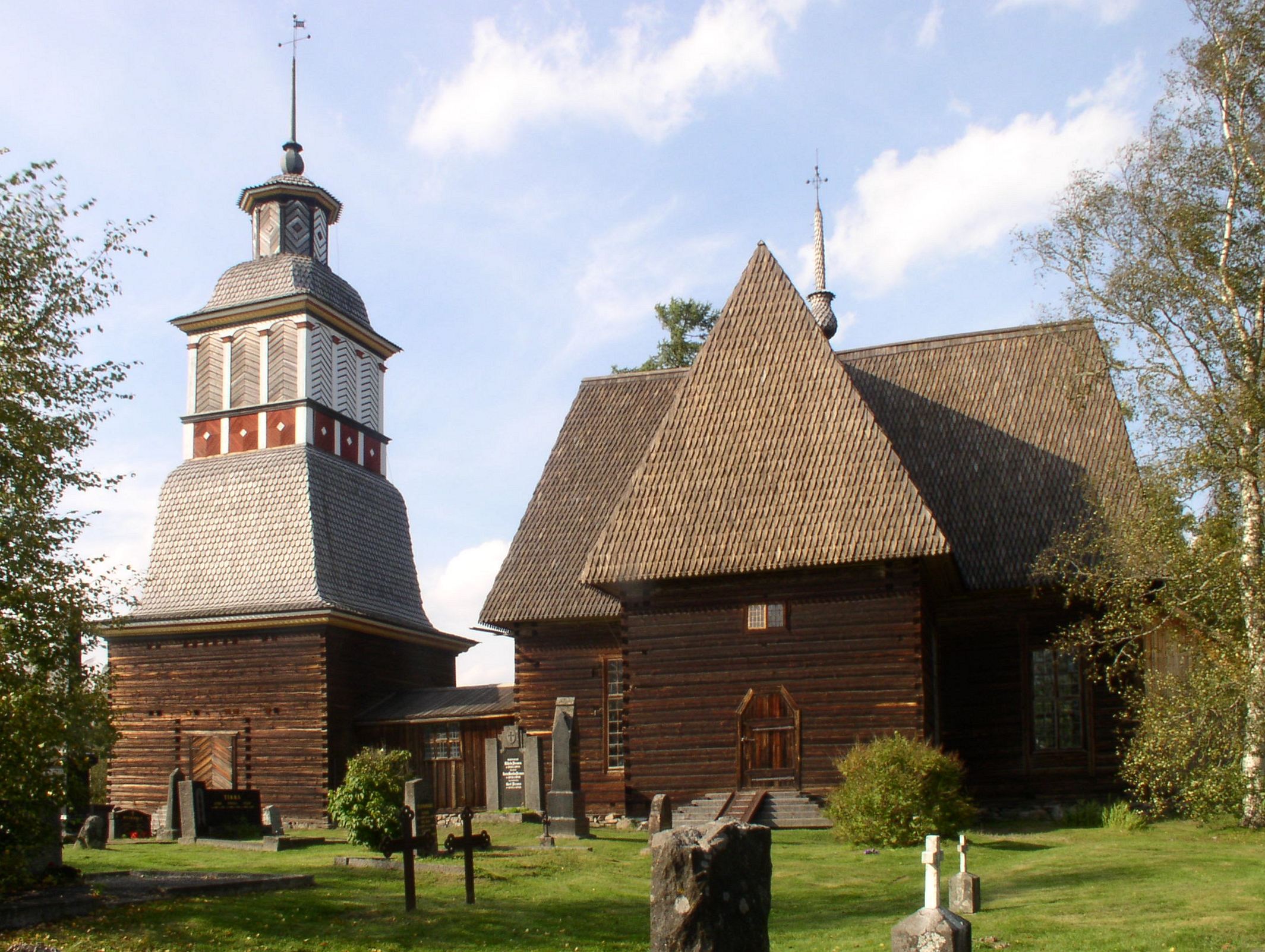
Kostel ve Finsku

Všechny severské státy mají podobné dominující náboženská vyznání: jde v drtivé většině o luterány (Švédská církev, Norská církev, Dánská církev, Finská církev, Faerská církev, Islandská církev). Vlivem vlny sekularismu jejich podíl jednak mírně klesá, jednak se řada lidí hlásí k luteránskému vyznání a církvím spíše jen formálně a z tradice, než aby představovali lidi skutečně věřící v Boha a akceptující církevní učení. Od druhé poloviny 20. století zde dochází k poměrně výraznému sekularismu, zejména pak ve Švédsku, které je považováno za jednu z nejateističtějších (respektive nejméně teistických) zemí světa.
Katolíků je zde minimálně a povětšinou jde o cizince. I někteří z nich se k víře hlásí spíše formálně, nebo pro ně jejich vyznání a kontakty se souvěrci představuje způsob, jak si udržet národní identitu a pomoc v úsilí zařadit se do nového prostředí. Vlivem nových přistěhovalců a částečně i vyšší mírou porodnosti ve srovnání se zbytkem populace podíl katolíků v Severských zemích roste, místy poměrně rychle.[zdroj⁠?!] Katoličtí biskupové všech Severských zemí tvoří dohromady jedinou Skandinávskou biskupskou konferenci.
Existují zde muslimské menšiny (zejména ve velkých městech ve Švédsku), islám zde vyznávají hlavně přistěhovalci, kteří zde vytvářejí uzavřené komunity. Díky vysoké porodnosti a přílivu nových přistěhovalců počet vyznavačů islámu rychle roste.[zdroj⁠?!]

## Ekonomika
Severské státy jsou řazeny mezi nejvyspělejší země západního světa. Region má vyšší hrubý domácí produkt (HDP) na osobu než celá Evropská unie a z hlediska výkonnosti ekonomiky mu vévodí Švédsko. Zároveň má Norsko jednu z nejvyšších úrovní příjmu na obyvatele na světě.
Nejvyšší ekonomický růst zaznamenal v posledních letech Island následovaný Finskem. Z hlediska obchodní bilance má Dánsko, Norsko, Island a Švédsko vysoký přebytek vývozu, přičemž procentuálně nejnižší, ale nikoli negativní obchodní bilanci registruje Finsko. Zároveň mají severské státy ve srovnání s celou Evropskou unií nízkou nezaměstnanost. Dle statistik z roku 2018 Evropskou unii se 7.6 % nezaměstnanými občany ve věku od 15 do 64 let převyšuje pouze Finsko, ve kterém žije 8.8 % nezaměstnaných.
V letech 2007-2008 byly severské státy zasaženy celosvětovou finanční krizí, která vedla k hospodářskému úpadku. Region znovu zaznamenal ekonomický růst až roku 2009, přičemž ekonomika Islandu, kterého se krize dotkla nejvíce, se vrátila do předchozí podoby až v roce 2011. Severská rada stanovila cíle pro dosažení stabilního a udržitelného hospodářského růstu, rozvoje severského modelu blahobytu, hospodářské integrace v daném regionu a podpory severských zájmů na mezinárodní úrovni.
Severský model blahobytu byl v regionu zaveden během 20. století. V praxi to znamená, že země mají rozsáhlý veřejný sektor a v důsledku toho relativně vysoké daňové sazby. Daně tvoří 43 % hrubého domácího produktu (HDP). Zdravotní a sociální služby a vzdělávání jsou financovány z veřejných zdrojů.

### Průmysl
Od konce 90. let zaznamenal zpracovatelský průmysl severských zemí mírný pokles na podílu hrubého domácího produktu, kromě Norska, které je výjimkou. V Norsku je podíl zpracovatelského průmyslu na HDP stále na vysoké úrovni, především kvůli ložiskům ropy a zemního plynu v Severním moři. Ve zbývajících severských státech se podíl zpracovatelského průmyslu na HDP pohybuje o něco níže. Přes rostoucí produkci představuje zpracovatelský průmysl v severských zemích klesající podíl na celkové zaměstnanosti. Finsko je v rámci regionu průmyslovou zemí číslo jedna, jelikož zde zpracovatelský průmysl představuje největší podíl pracovních míst v zemi.

### Zahraniční investice
Nejvyšší míru přímých zahraničních investic mají Švédsko a Island, a to jak s ohledem na zahraniční společnosti investující na Islandu a ve Švédsku, tak na islandské a švédské společnosti investující v zahraničí. V období posledních deseti let zaznamenala většina severských zemí růst jak v oblasti domácích, tak v oblasti zahraničních investicích.
Islandské zahraniční investice značně vzrostly mezi lety 2003 a 2007 ze 16 na 123 procent HDP. Expanze islandských společností na zahraniční trhy byla rychlým procesem. Silné penzijní fondy poskytly kapitál pro investice a privatizace bankovního systému zpřístupnila nové zdroje financování společnostem, které si přejí rozšířit své pole působnosti. V roce 2003 na Islandu prudce vzrostly také domácí investice, ve srovnání s ostatními severskými státy však na mírnější úrovni. V roce 2007 došlo ke změně tohoto modelu, kvůli dramatickému poklesu domácích a zahraničních investic v důsledku přicházející ekonomické krize.

### Zahraniční a vnitroregionální obchod
Severské ekonomiky jsou závislé na vývozu. Zahraniční obchod, který představuje více než jednu čtvrtinu hrubého domácího produktu (HDP) regionu je nedílnou součástí hospodářské činnosti. Nejdůležitějším obchodním partnerem severských zemí je Evropská unie, především Německo, Belgie a Nizozemsko, dále Spojené státy americké. Vývoz se koncentruje na několik produktů, například z Grónska a Faerských ostrovů jsou exportovány především rybí výrobky. Vývozu z Islandu vedle ryb a rybích výrobků dominuje hliník. Převládajícími produkty, které vyváží Norsko jsou ropa a zemní plyn. Finskému vývozu dominuje dřevo, papír a telekomunikační zařízení, které jsou společně s automobily rovněž hlavními produkty švédského vývozu. Pro Dánsko jsou klíčová léčiva a chemické výrobky.
Rozsáhlý je i vnitroregionální obchod, který tvoří zhruba jednu pětinu zahraničního obchodu jednotlivých států. Například švédský vývoz do ostatních severských států představuje výrazně vyšší podíl než vývoz do Německa a Francie. Dovozu do severského regionu dominuje Německo. Dalšími partnery jsou Nizozemsko, Čína a Rusko.

### Energie
Severský region je jedním z nejbohatších zdrojů energie na světe. Kromě přirozeného výskytu fosilních paliv, jako nafty a zemního plynu, mají severské státy také dobrou infrastrukturu a technologie pro zužitkování obnovitelné energie, mezi které patří voda, vzduch, bio-paliva a geotermální energie. Finsko a Norsko, především pak Island a Švédsko, mají značnou část výroby elektřiny založenou na vodní energii. Produkce geotermální energie je nejdůležitějším zdrojem energie na Islandu, zatímco ve Finsku a Švédsku zůstává podstatná energie jaderná. Domácí výroba energie v severských státech za poslední desetiletí významně vzrostla, a to především díky ložiskům nafty v Severním moři. Zároveň severské země společně vytvářejí rámec pro rozvoj účinných, konkurenceschopných, bezpečných a udržitelných energetických systémů.
Nejdůležitějšími zdroji energie v severských státech jsou podle míry důležitosti: nafta, pevná paliva (uhlí a dřevo), jaderná energie, vodní energie, geotermální energie, sluneční energie a zemní plyn. V Evropské unii je nafta rovněž nejdůležitějším zdrojem energie, druhým nejdůležitějším palivem je však zemní plyn. Ve srovnání s Evropskou unií jsou v severských státech více zastoupeny obnovitelné zdroje, především vodní a geotermální energie. Zvláště na Islandu a v Norsku tvoří vodní a geotermální energie hlavní podíl celkové dodávky energie. Dánsko je téměř zcela závislé na tepelné energii, kterou získává ze zpracování uhlí, nafty a zemního plynu.